# Kaleb Trask
Pour les articles homonymes, voir Trask.
Pas d'image ? Cliquez ici

a Compétitions nationales et continentales officielles uniquement.

b Matchs officiels uniquement.
Dernière mise à jour le 26 octobre 2024.
Kaleb Trask, né le 27 janvier 1999 à Rotorua (Nouvelle-Zélande), est un joueur de rugby à XV néo-zélandais. Il évolue au poste de demi d'ouverture ou d'arrière avec les Chiefs en Super Rugby depuis 2020.

## Carrière

### En club
Kaleb Trask est né à Rotorua, dans la région de la baie de l'Abondance, où il commence à jouer au rugby dès son plus jeune âge avec le club du Kahukura RSC. Il est ensuite scolarisé à la Rotorua Boys' High School (en), avec qui il continue sa formation rugbystique. Avec l'équipe de son lycée, il remporte le championnat régional scolaire en 2015, avant de remporter le tournoi national peu de temps après,. Parallèlement, il remporte également avec son établissement le championnat national de rugby à sept en 2014, et celui de touch rugby en 2014 et 2015.
En 2017, après avoir terminé le lycée, il déménage à Tauranga afin de rejoindre l'académie de la province de Bay of Plenty. Avec cette équipe, il remporte le tournoi national des moins de 19 ans en 2018, se voyant au passage être élu meilleur joueur de la compétition. Il joue également au niveau amateur avec le club de Tauranga Sports dans le championnat de la région de la baie de l'Abondance.
Il est retenu avec l'effectif senior de Bay of Plenty à l'âge de 19 ans, pour disputer le NPC (championnat des provinces néo-zélandaises). Il bénéficie alors de l'expérience de l'ancien All Black Mike Delany, qui dispute la dernière saison de sa carrière. Lors de sa première saison au niveau professionnel, Trask dispute six rencontres : trois en n°10 et trois à arrière. 
La saison suivante, il rate le premier mois de la compétition en raison d'une blessure au tendon d'Achille, avant d'enchaîner six matchs à son retour de blessure,. Sa saison est cependant écourtée lorsqu'il se blesse à nouveau lors de ce sixième match contre Manawatu, cette fois à la mâchoire en tentant de plaquer Ngani Laumape.
En novembre 2019, il est recruté par la franchise des Chiefs pour disputer la saison 2020 de Super Rugby. Malgré la présence de l'expérimenté Aaron Cruden, il est titularisé à l'ouverture lors du premier match de la saison contre les Blues le 31 janvier 2020. Il joue quatre rencontres avant que la saison ne soit interrompue à cause de la pandémie de Covid-19,. Lorsque la compétition reprend en juin, sous la forme du Super Rugby Aotearoa, il continue d'âtre régulièrement préféré à Cruden, et s'impose comme un joueur important de sa franchise,.
Lors de la saison 2020 de NPC, il joue huit rencontres avec Bay of Plenty, toutes au poste d'arrière, et inscrit cinq essais. Il est alors considéré comme l'un des meilleurs joueurs de la saison,.
Avec les Chiefs, il profite du départ de Cruden, et continue à être régulièrement utilisé à l'ouverture lors du début de la saison 2021, conservant la confiance de ses entraîneurs malgré des résultats poussifs,. Il est en revanche moins utilisé (seulement six matchs) lors de la saison 2022, à la suite du recrutement de Josh Ioane
Dans le but qu'il puisse accumuler du temps de jeu, les Chiefs lui permette de quitter le club pour disputer une saison au Japon avec les Mie Honda Heat, à condition qu'il fasse son retour pour la saison 2024 de Super Rugby. Arrivé au sein de cette équipe évoluant en deuxième division de League One, il fait une saison pleine et participe à la promotion du club en première division.
Comme prévu, il fait son retour avec les Chiefs pour la saison 2024.

### En équipe nationale
Kaleb Trask joue avec les Barbarians scolaire néo-zélandais (en) (équipe nationale scolaire A) en 2016,.
Il joue avec l'équipe de Nouvelle-Zélande des moins de 20 ans en 2018, et participe au championnat du monde junior en France,. Son équipe termine à la quatrième place de la compétition.
En décembre 2020, en vertu de ses origines Māori, il est sélectionné avec les Māori All Blacks afin de disputer un match contre les Moana Pasifika. Titularisé à l'arrière, il participe à la victoire de son équipe en inscrivant un essai et quatre transformations,.
L'année suivante, il joue à nouveau avec les Māori, à l'occasion d'une rencontre face aux Samoa.

## Palmarès
- Finaliste du National Provincial Championship en 2024 avec Bay of Plenty.
- Finaliste du Super Rugby en 2025 avec les Chiefs.